# اس‌اف ایرلاینز
اس‌اف ایرلاینز (به انگلیسی: SF Airlines) یک شرکت هواپیمایی با کد یاتا O3 است که در تاریخ ۲۰۰۹ میلادی تأسیس شده‌است. دفتر مرکزی اس‌اف ایرلاینز در فرودگاه بین‌المللی شنژن بن واقع شده‌است.

## نگارخانه

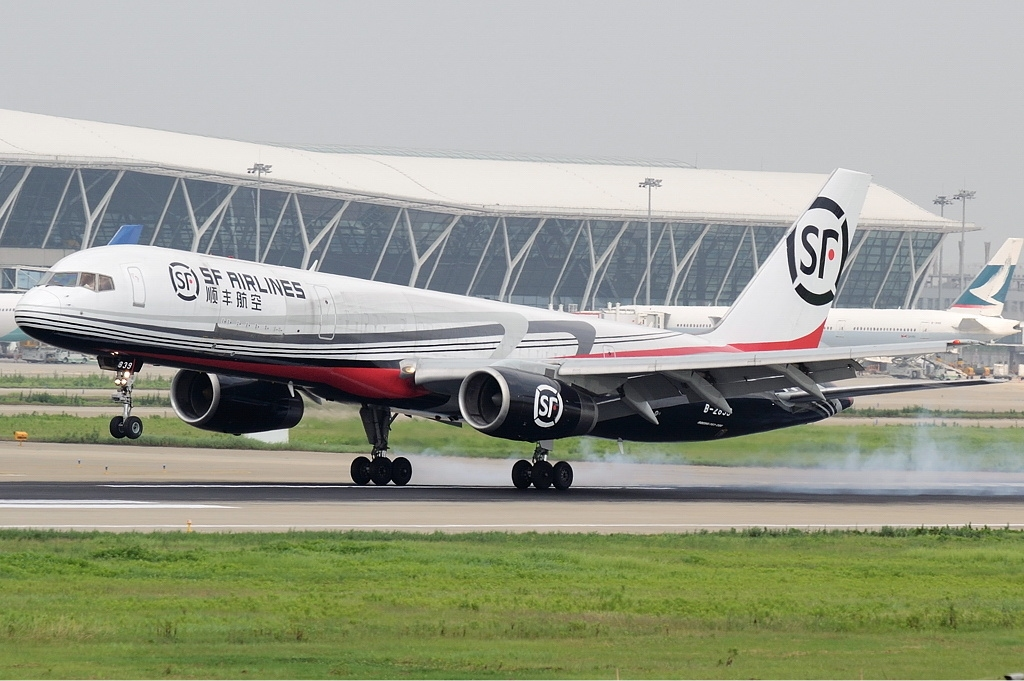
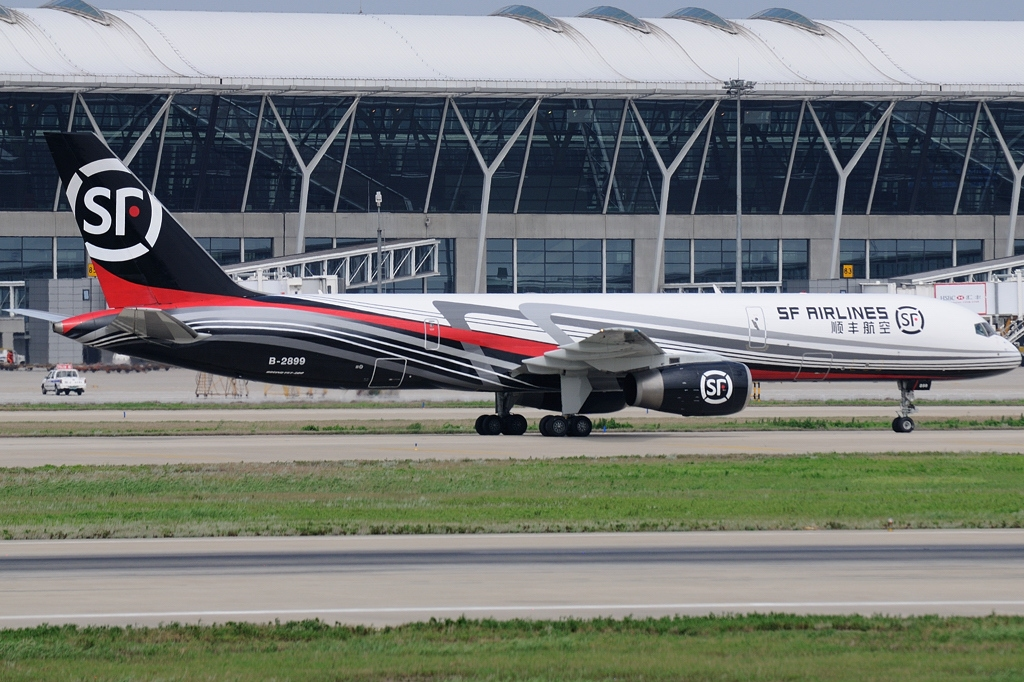
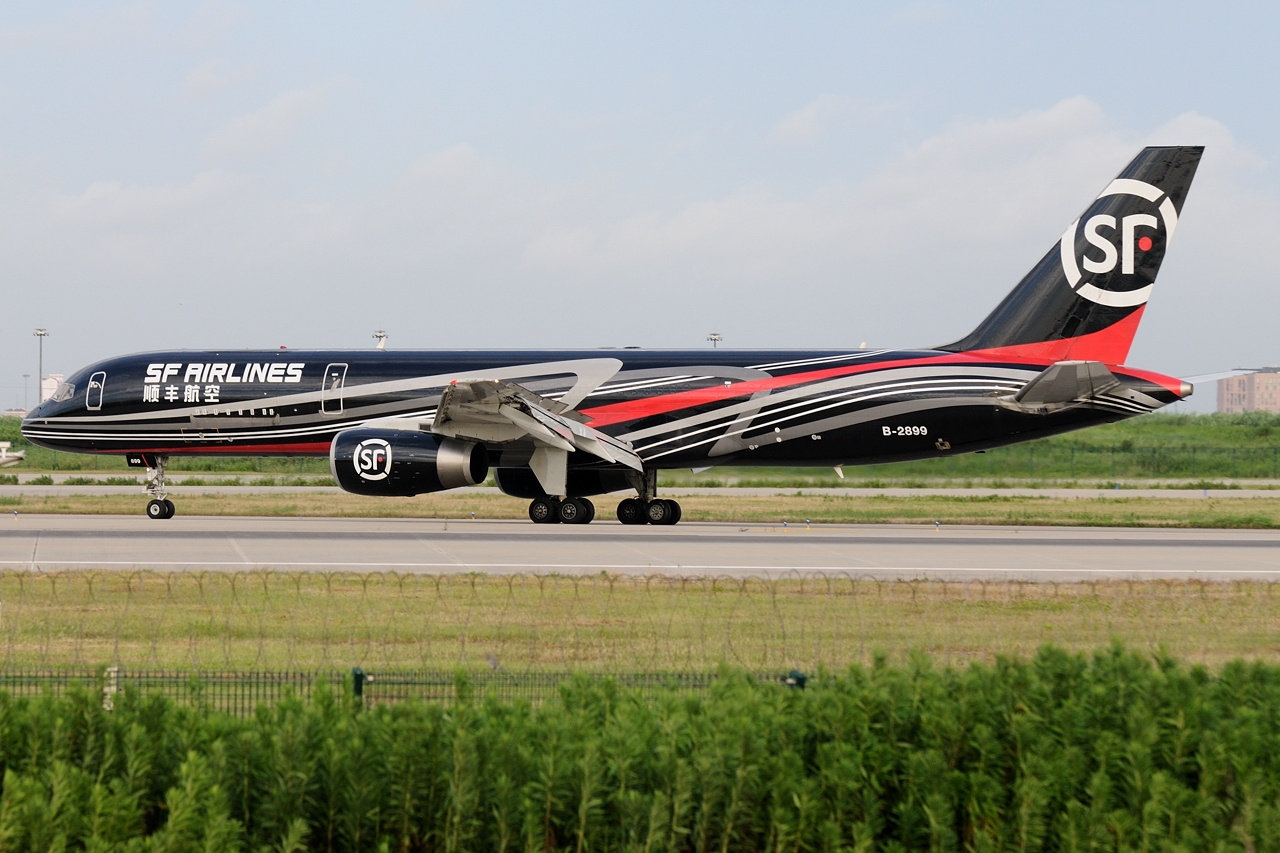